# Катедрала на Шотландския ритуал
Катедралата на Шотландския ритуал (на английски: Scottish Rite Cathedral) е ритуална сграда в САЩ на масонското направление Шотландски ритуал.
Разположена е в центъра на гр. Индианаполис, щата Индиана, Съединените щати. Построена е през 1927-1929 година по проект на Джордж Шрайбер, сградата е сочена за образец на американската неоготическа архитектура и за една от основните исторически забележителности на града.